# Матжи, Роберт Элиас Мохото
Роберт Элиас Мохото Матжи (англ. Robert Elias Mokxotho Matji; 22 августа 1922, Претория, Трансвааль — 27 апреля 1998) — политический деятель Лесото, один из руководителей Коммунистической партии Лесото.

## Биография
Фабричный рабочий. Активный профсоюзный деятель. В 1938 году вступил в Африканский национальный конгресс (АНК) Южной Африки, в 1941 году — в Южно-Африканскую коммунистическую партию.
Один из главных организаторов кампании неповиновения в Порт-Элизабет (ЮАР), проявил себя как оратор. В 1952 году назначен провинциальным секретарём АНК, работал одним из руководителей отделения компартии в г. Порт-Элизабет. В середине 1954 года власти запретили ему в течение двух лет посещать собрания и заставили выйти из АНК.
В 1955 году был обвинён в государственной измене, чтобы избежать ареста, бежал в Басутоленд (Лесото), где занялся коммерцией, за вырученные средства оплатил образование сотням местных детей и стал одним из лидеров Партии конгресса Басутоленда (ПКБ), основанной в 1952 году. Во время своего пребывания в Лесото также продолжал поддерживать подпольную деятельность АНК.
В 1960—1965 годах был членом Законодательного совета от ПКБ. В 1962 году бросил вызов руководителю партии Нтсу Мохеле, обвинив того в идеологическом конформизме и авторитарных замашках, ориентации в Южной Африке на Панафриканистский конгресс (через Потлако Лебалло) вместо АНК, а также в отказе объединиться с остальными освободительными движениями страны и поддержать требования избирательного права для женщин. В том же году Матжи активно участвовал в создании Коммунистической партии Лесото и на учредительном съезде компартии Лесото был избран её председателем. В 1965 году выдвигался на выборах от Партия свободы Марематлу.
После запрета компартии Лесото в 1970—1971 годах находился под арестом.
Похоронен в Масеру, Лесото.